# For the future
「For the future」（フォー・ザ・フューチャー）は、日本のロックバンド・Do As Infinityの19作目のシングル。

## 概要
- 前作「楽園」から1ヶ月ぶりにして、アルバム『NEED YOUR LOVE』からの先行シングル。
- 前作に引き続きカップリング曲が未収録となった。
- 表題曲は日本テレビ系列『スポーツうるぐす』のテーマソングに使用された[1]。
- ジャケットが異なるCD+DVD盤とCD盤の2形態で発売され、CD+DVD盤には特典として表題曲のミュージック・ビデオを収録したDVDが同梱された。
- オリコンチャート初登場6位を獲得。11作連続でトップ10入りを果たした。

## 収録曲
1. For the future [4:22]
作詞：Ryo Owatari
作曲：D・A・I
編曲：Do As Infinity、Seiji Kameda
大渡は長尾が制作したデモを聴いてポジティブなメッセージが合うと感じ、ライブで観客にさらに楽しんでもらえるようなメッセージをテーマに歌詞を書いたという[1][2]。
2. For the future (Instrumental) [4:19]
作曲：D・A・I
編曲：Do As Infinity、Seiji Kameda
表題曲のインストゥルメンタルバージョン。

## 参加ミュージシャン
Do As Infinity
- 伴都美子：Vox & Chorus (#1)
- 大渡亮：Guitar (#1,2)
- 長尾大

Support Musician
- 飯田高広：Programming (#1,2)
- 亀田誠治：Bass (#1,2)
- 村石雅行：Drums (#1,2)

## タイアップ
- 日本テレビ系列スポーツニュース番組『スポーツうるぐす』2005年1〜3月度テーマソング (#1)

## 収録アルバム
- NEED YOUR LOVE (#1)
- Do The A-side (#1)
- Do The Complete (#1)

## 2 of Us
「For the future [2 of Us]」（フォー・ザ・フューチャー・トゥー・オブ・アス）は、日本のロックバンド・Do As Infinityの12作目の配信限定シングル。

### 概要
- 前作「Yesterday & Today [2 of Us]」から続く16週連続配信企画『2 of Us』の第12弾シングル。

### 収録曲
1. For the future [2 of Us] [4:14]
作詞・編曲：Ryo Owatari
作曲：D・A・I
三三七拍子を軸に制作された。結果として大渡は「AメロとBメロ、サビのコントラストがついた」と語っている[1]。

### 収録アルバム
- 2 of Us [BLUE] -14 Re:SINGLES-